# Louis Marie de Caffarelli du Falga
Louis Marie de Caffarelli du Falga, francoski general, * 1756, † 1799.
1. 1 2  data.bnf.fr: platforma za odprte podatke — 2011.
2. 1 2  Roglo — 1997.
3. 1 2  Annuaire prosopographique : la France savante — 2009.